# Antimoon(III)oxide
Antimoon(III)oxide is een oxide van antimoon, met als brutoformule {\displaystyle {\ce {Sb2O3}}}. Het is een wit kristallijn poeder. De kristallen zijn polymorf: er zijn verschillende kristalstructuren mogelijk (kubisch en orthorombisch). Het komt voor in de mineralen valentiniet (orthorombisch) en senarmontiet (kubisch). De dichtheid is afhankelijk van de kristalstructuur: 5,20 g/cm³ voor de kubische vorm en 5,67 g/cm³ voor de orthorombische vorm.

## Synthese
Antimoon(III)oxide wordt gevormd door de klassieke verbrandingsreactie van elementair antimoon met zuurstofgas:
{\displaystyle {\ce {4Sb + 3O2 -> 2Sb2O3}}}
Het kan ook verkregen worden door antimoonhoudende mineralen, bijvoorbeeld stibniet, te roosten:
{\displaystyle {\ce {2Sb2S3 + 9O2 -> 2Sb2O3 + 6SO2}}}

## Toepassingen
Antimoon(III)oxide wordt gebruikt in de textielindustrie als vlamvertrager en als synergist van polygebromeerde difenylethers: er is daarom minder gebromeerde vlamvertrager nodig voor hetzelfde effect.
Het kan geoxideerd worden tot antimoon(V)oxide, dat eveneens een vlamvertrager is.
Antimoon(III)oxide is een katalysator bij de productie van polyethyleentereftalaat (pet).
Het wordt toegevoegd aan glas, keramische materialen en email om ze ondoorzichtig te maken.
In het verleden is het ook gebruikt als wit pigment.

## Toxicologie en veiligheid
Antimoon(III)oxide is een stabiele verbinding. Bij verhitting onder specifieke omstandigheden kan een giftig gas vrijkomen: stibine. De stof is irriterend voor ogen, huid en de luchtwegen.
Antimoon(III)oxide is carcinogeen gebleken bij proefdieren, maar het is niet duidelijk of dit relevant is voor de mens. Bij proefdieren is ook gebleken dat de stof mogelijk schadelijk is voor de voortplanting of de ontwikkeling.